# Торізмунд
Торізмунд (Þaurismoþs; близько 420 —453) — король вестготів у 451—453 роках. Ім'я перекладається як «мужність Тора».

## Життєпис

### Молоді роки
Походив з династії Балтів. Старший син короля Теодоріка I. Разом зі своїм батьком і братом Теодоріком брав участь в битві на Каталаунських полях з військами Аттіли 15 липня 451. Після загибелі батька під час битви, вестготське військо оголошує королем Торізмунда. Останній у відповідь люто атакував ворога, змусиши Аттілу сховатися у своєму таборі. Існує переказ, що Торізмунд поривався помститися за смерть батька, але Аецій утримав його від нападу на табір Аттіли, побоюючись, що винищення гунів зробить вестготського короля повним господарем в Західній Римській імперії. За порадою Аеція Торізмунд поспішив до Тулузи, щоб перешкодити своїм братам захопити владу. Відхід вестготів дозволив відступити переможеним гунам.

### Королювання
У 452 під час нападу гунів на Італію, Турізмунд виступив проти аланів, союзників Риму, які влаштувалися в районі середньої течії Луари і підпорядкував собі область навколо Авреліанум (сучасний Орлеан). Цей напад був антиримською акцією по своїй суті, оскільки алани були римськими федератами. Вважається, що метою Торізмунда було відрізати Арморику від решти Галлії. Але перемога над аланами не була остаточною, з ними довелося в подальшому воювати франкському королю Хільдеріку I. Разом з тим вдалося розширити володіння вестготів майже до Луари.
Потім Торізмунд вирішив захопити Арелат (сучасний Арль), який займав важливе стратегічне, економічне та релігійне значення. Торізмуд збирався проводити політику щодо захоплення родючої долини Рони, що належ римлянам. Втім, Тонанцію Ферреолу, префекту преторія Галлії, вдалося за допомогою дипломатії — він нібито запросив короля на званий бенкет, і, ймовірно, подарував йому велику таріль, прикрашену дорогоцінним камінням — відмовити його від намірів захопити місто.
Втім серед вестготів виникла проти Торізмунда змова, яку очолили брати короля — Теодорік та Фрідеріх, що спиралися на римську партію і на тих готів, які не брали участі в обранні Торізмунда. Брати вважали, що дії Торізмуда загрожують мирному співіснуванню з Римською імперією. Коли Торізмуд розгромив аланів, федератів Риму в центральній Галлії, і готувався напасти на Арелат, були зроблені спроби переконати його відмовитися від такої політики, але всі вони виявилися безуспішними.
На третій рік королювання, в 453 році, Торізмунд захворів і, коли йому випускали кров з вени, його було вбито, тому що якийсь Аскальк прибрав у хворого його зброю. Втім, перш ніж померти, за допомогою однієї руки, яка залишалася у нього вільної, Торізмунд схопив лавку, і вбив кілька людей, що здійснювали замах на нього.

## Зовнішність й характер
Йордан і Ісидор Севільський залишили дві протилежні характеристики Торізмунда. Так, на думку Йордану він був «настільки помірний, що ні у кого не виникло і в думках почати боротьбу за спадок». Ісидор Севільський описує його як запального і несправедливого володаря, що зробив «багато поганого» і налаштував проти себе оточуючих. Оскільки, обидва не були сучасниками Торізмунда, тому невідомо, який з описів найдостовірніший.